# Sonthi Boonyaratglin
Sondhi Boonyaratglin (en tailandés สนธิ บุญยรัตกลิน) (*Pathumthani, Tailandia, 2 de octubre de 1946), fue Jefe de Gobierno provisional y Comandante en Jefe las Fuerzas Armadas del Reino de Tailandia, sustituyendo las funciones del primer ministro Thaksin Shinawatra como consecuencia del golpe de Estado ocurrido en ese país el 19 de septiembre de 2006.
Durante dicho golpe, declaró su lealtad a Su Majestad el Rey Bhumibol Adulyadej, quien a su vez confirmó a Boonyaratglin como Jefe de Gobierno de Tailandia.
Permaneció en el puesto hasta el 1 de octubre del mismo año, como Presidente de la Junta Militar autodenominada Consejo para la Reforma Democrática. Ese mismo día anunció a su sustituto, el también General, Surayud Chulanont, que dirigió el gobierno provisional del país hasta las elecciones de 2007.
Sonthi renunció a su puesto como Comandante en Jefe del Ejército el 30 de septiembre de 2007, sustituyéndole el General Anupong Paochinda y del Consejo de Seguridad Nacional en octubre del mismo año, relevándolo el Comandante en Jefe de la Real Fuerza Aérea de Tailandia, General Chalit Pookpasuk.

## Sucesión
| Predecesor: Thaksin Shinawatra | Primer ministro de Tailandia 2006 | Sucesor: Surayud Chulanont |